# 359省道 (广东省)

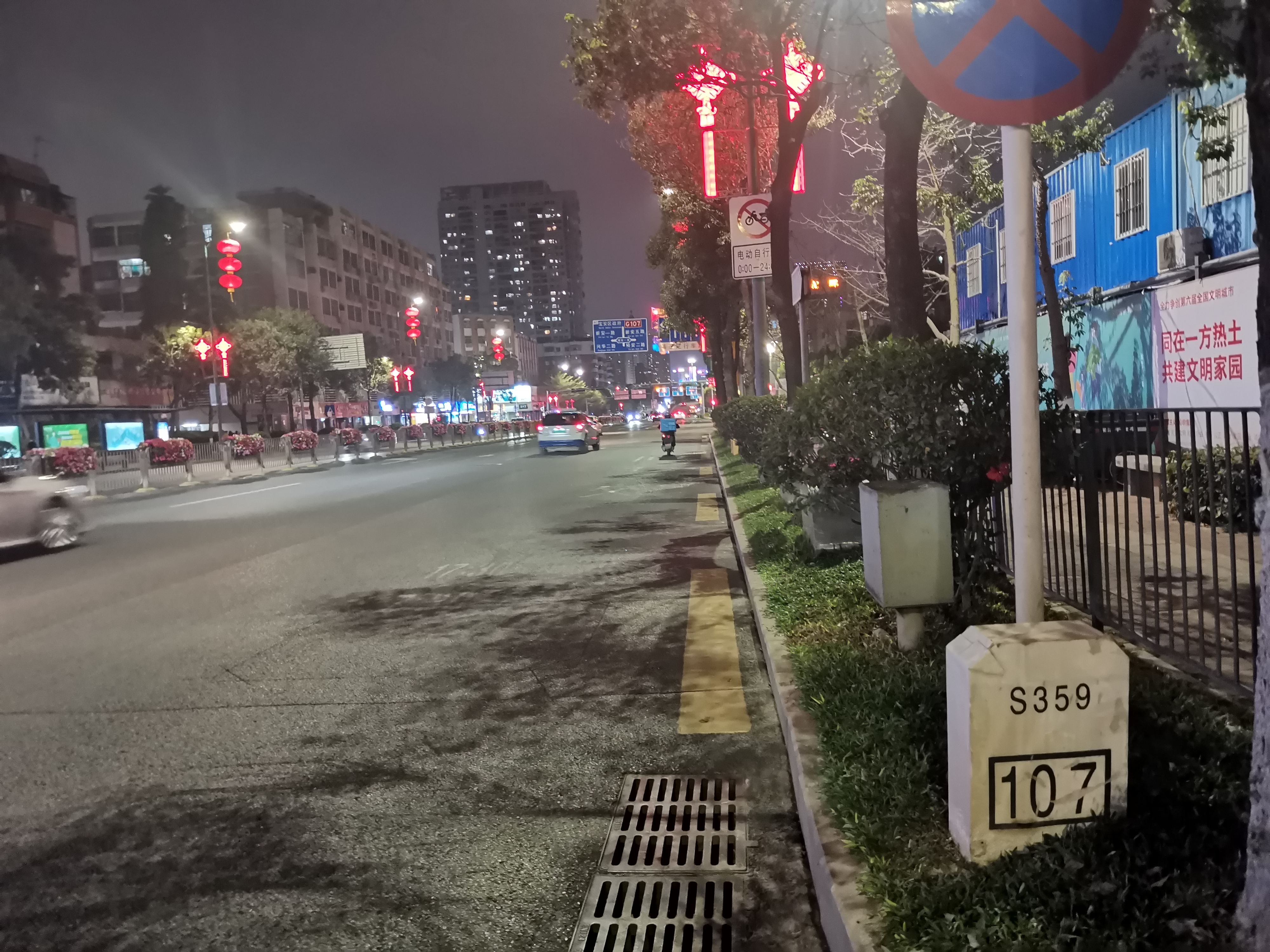
359省道最后一块整里程碑，位于宝安区创业二路

广东省道S359 西涌—宝安线，简称西宝线，是一条东起深圳市大鹏新区南澳街道西涌村，西至深圳市宝安区创业立交桥的省道，全长107.248公里。

## 行经区域及主要交汇道路[2]
深圳市（东段）
- 大鹏新区：西涌村（起点）→南西路→铁扇关门（右侧交汇249乡道）→新大（右侧交汇247乡道）→南澳同富路→海滨南路→海滨北路→坪西路→迭福立交（接 360省道）→迭福山隧道→官湖立交（接 360省道）→雷公山隧道→ 惠深沿海高速葵涌立交→坪葵路
- 坪山区：坪葵路→东纵路→坪山汽车站（交汇 356省道）→深汕路
- 龙岗区：深汕路→ 沈海高速 长深高速龙岗立交→龙岗立交（接 205国道）→（经 205国道衔接）→龙平东路→龙平西路

东莞市
- 凤岗镇：龙平西路→龙平路立交（接 255省道）→水贝（接 250县道）

深圳市（西段）
- 龙岗区：龙平西路→平龙路
- 龙华区：观平路→观澜大道→ 沈海高速福民立交→龙观大道→布龙龙观路口（左侧交汇 360省道）布龙路→石观路（平蛇公路）
- 宝安区：石观路→水田（右侧交汇145乡道）→三祝里（右侧交汇180乡道）→宝石东路→宝石石岩路口（左侧交汇147乡道）→宝石南路→宝石南洲石路口（右侧交汇 253县道）→松白路→ 沈海高速石岩立交→宝石路→ 南光高速宝石立交→创业二路→创业立交（终点，接 广深公路）

## 沿途资料

### 立交桥
| 名称       | 衔接道路            | 备注                                           |
| ---------- | ------------------- | ---------------------------------------------- |
| 布新立交   | 滨海二路            |                                                |
| 王母立交   | 岭南路、金沙大道    |                                                |
| 迭福立交   | 360省道             | 仅限S359自西向北转入S360及S360自北向西转入S359 |
| 官湖立交   | 360省道             |                                                |
| 葵涌立交   | 惠深沿海高速        |                                                |
| 杨木坑立交 | 横坪路              | 仅限右转                                       |
| 龙岗立交   | 沈海高速、 长深高速 |                                                |
| 龙岗立交   | 205国道             |                                                |
| 龙平立交   | 盐龙大道            |                                                |
| 龙平路立交 | 255省道             | 仅限右转                                       |
| 水贝立交   | 250县道             |                                                |
| 福民立交   | 沈海高速            |                                                |
| 石岩立交   | 沈海高速            |                                                |
| 应人石立交 | 松白路、塘头一号路  |                                                |
| 宝石立交   | 南光高速            | 仅限S359自南向西转入S33及S33自西向南转入S359   |
| 创业立交   | 107国道             |                                                |

### 景观
- 西涌
- 金龟社区
- 龙园公园